# Curcuma parviflora
Curcuma parviflora är en enhjärtbladig växtart som beskrevs av Nathaniel Wallich. Curcuma parviflora ingår i släktet Curcuma och familjen Zingiberaceae. Inga underarter finns listade i Catalogue of Life.